# Phorbia fumigata
Phorbia fumigata este o specie de muște din genul Phorbia, familia Anthomyiidae. A fost descrisă pentru prima dată de Johann Wilhelm Meigen în anul 1826. Conform Catalogue of Life specia Phorbia fumigata nu are subspecii cunoscute.